# Parabryna
Parabryna – rodzaj chrząszczy z rodziny kózkowatych i podrodziny zgrzypikowych. 

## Zasięg występowania
Przedstawiciele tego rodzaju występują na filipińskich wyspach Luzon i Mindanao.

## Systematyka
Do Parabryna należą 2 gatunki:
- Parabryna boudanti,
- Parabryna polisana.